# Liste des monuments historiques protégés en 1904
Cet article recense les monuments historiques français classés en 1904.

## Protections
| Édifice                                                | Commune                    | Département       | Région                     | Protection | Base Mérimée                         | Coordonnées                        | Image |
| ------------------------------------------------------ | -------------------------- | ----------------- | -------------------------- | ---------- | ------------------------------------ | ---------------------------------- | ----- |
| Aqueduc romain de Briord                               | Briord                     | Ain               | Auvergne-Rhône-Alpes       | classé     | « PA00116351 », notice no PA00116351 | 45° 46′ 15″ nord, 5° 29′ 07″ est   |       |
| Musée de Vauluisant                                    | Troyes                     | Aube              | Grand Est                  | classé     | « PA00078271 », notice no PA00078271 | 48° 17′ 48″ nord, 4° 04′ 42″ est   |       |
| Chapelle Saint-Blaise des Baux-de-Provence             | Les Baux-de-Provence       | Bouches-du-Rhône  | Provence-Alpes-Côte d'Azur | classé     | « PA00081207 », notice no PA00081207 | 43° 44′ 45″ nord, 4° 48′ 08″ est   |       |
| Château des Baux                                       | Les Baux-de-Provence       | Bouches-du-Rhône  | Provence-Alpes-Côte d'Azur | classé     | « PA00081208 », notice no PA00081208 | 43° 44′ 45″ nord, 4° 48′ 08″ est   |       |
| Hôpital des Baux-de-Provence                           | Les Baux-de-Provence       | Bouches-du-Rhône  | Provence-Alpes-Côte d'Azur | classé     | « PA00081211 », notice no PA00081211 | 43° 44′ 45″ nord, 4° 48′ 08″ est   |       |
| Hôtel des Porcelets                                    | Les Baux-de-Provence       | Bouches-du-Rhône  | Provence-Alpes-Côte d'Azur | classé     | « PA00081213 », notice no PA00081213 | 43° 44′ 45″ nord, 4° 48′ 08″ est   |       |
| Maison de la Tour de Braü                              | Les Baux-de-Provence       | Bouches-du-Rhône  | Provence-Alpes-Côte d'Azur | classé     | « PA00081223 », notice no PA00081223 | 43° 44′ 45″ nord, 4° 48′ 08″ est   |       |
| Remparts des Baux-de-Provence                          | Les Baux-de-Provence       | Bouches-du-Rhône  | Provence-Alpes-Côte d'Azur | classé     | « PA00081225 », notice no PA00081225 | 43° 44′ 45″ nord, 4° 48′ 08″ est   |       |
| Chapelle Saint-Marcellin de Boulbon                    | Boulbon                    | Bouches-du-Rhône  | Provence-Alpes-Côte d'Azur | classé     | « PA00081230 », notice no PA00081230 | 43° 52′ 04″ nord, 4° 41′ 51″ est   |       |
| Abbaye de Saint-Pierre-sur-Dives                       | Saint-Pierre-sur-Dives     | Calvados          | Normandie                  | classé     | « PA00111713 », notice no PA00111713 | 49° 00′ 57″ nord, 0° 02′ 27″ ouest |       |
| Église Saint-Vincent de Champmillon                    | Champmillon                | Charente          | Nouvelle-Aquitaine         | classé     | « PA00104279 », notice no PA00104279 | 45° 38′ 50″ nord, 0° 00′ 19″ est   |       |
| Abbaye Notre-Dame de La Couronne                       | La Couronne                | Charente          | Nouvelle-Aquitaine         | classé     | « PA00104347 », notice no PA00104347 | 45° 36′ 35″ nord, 0° 06′ 33″ est   |       |
| Église Saint-Pierre de Fléac-sur-Seugne                | Fléac-sur-Seugne           | Charente-Maritime | Nouvelle-Aquitaine         | classé     | « PA00104686 », notice no PA00104686 | 45° 31′ 53″ nord, 0° 31′ 33″ ouest |       |
| Phare des Baleines                                     | Saint-Clément-des-Baleines | Charente-Maritime | Nouvelle-Aquitaine         | classé     | « PA00105165 », notice no PA00105165 | 46° 14′ 11″ nord, 1° 32′ 18″ ouest |       |
| Thermes de Saint-Saloine de Saintes                    | Saintes                    | Charente-Maritime | Nouvelle-Aquitaine         | classé     | « PA00105265 », notice no PA00105265 | 45° 44′ 32″ nord, 0° 38′ 59″ ouest |       |
| Grotte de Bernifal                                     | Meyrals                    | Dordogne          | Nouvelle-Aquitaine         | classé     | « PA00082644 », notice no PA00082644 | 44° 54′ 28″ nord, 1° 04′ 13″ est   |       |
| Maison                                                 | Monpazier                  | Dordogne          | Nouvelle-Aquitaine         | classé     | « PA00082656 », notice no PA00082656 | 44° 40′ 51″ nord, 0° 53′ 39″ est   |       |
| Maison                                                 | Monpazier                  | Dordogne          | Nouvelle-Aquitaine         | classé     | « PA00082659 », notice no PA00082659 | 44° 40′ 51″ nord, 0° 53′ 39″ est   |       |
| Maison                                                 | Monpazier                  | Dordogne          | Nouvelle-Aquitaine         | classé     | « PA00082660 », notice no PA00082660 | 44° 40′ 51″ nord, 0° 53′ 39″ est   |       |
| Maison                                                 | Monpazier                  | Dordogne          | Nouvelle-Aquitaine         | classé     | « PA00082661 », notice no PA00082661 | 44° 40′ 51″ nord, 0° 53′ 39″ est   |       |
| Maison                                                 | Monpazier                  | Dordogne          | Nouvelle-Aquitaine         | classé     | « PA00082662 », notice no PA00082662 | 44° 40′ 51″ nord, 0° 53′ 39″ est   |       |
| Maison                                                 | Monpazier                  | Dordogne          | Nouvelle-Aquitaine         | classé     | « PA00082663 », notice no PA00082663 | 44° 40′ 51″ nord, 0° 53′ 39″ est   |       |
| Maison                                                 | Monpazier                  | Dordogne          | Nouvelle-Aquitaine         | classé     | « PA00082665 », notice no PA00082665 | 44° 40′ 51″ nord, 0° 53′ 39″ est   |       |
| Maison                                                 | Monpazier                  | Dordogne          | Nouvelle-Aquitaine         | classé     | « PA00082666 », notice no PA00082666 | 44° 40′ 51″ nord, 0° 53′ 39″ est   |       |
| Maison                                                 | Monpazier                  | Dordogne          | Nouvelle-Aquitaine         | classé     | « PA00082667 », notice no PA00082667 | 44° 40′ 51″ nord, 0° 53′ 39″ est   |       |
| Maison                                                 | Monpazier                  | Dordogne          | Nouvelle-Aquitaine         | classé     | « PA00082672 », notice no PA00082672 | 44° 40′ 51″ nord, 0° 53′ 39″ est   |       |
| Maison                                                 | Monpazier                  | Dordogne          | Nouvelle-Aquitaine         | classé     | « PA00082673 », notice no PA00082673 | 44° 40′ 51″ nord, 0° 53′ 39″ est   |       |
| Maison                                                 | Monpazier                  | Dordogne          | Nouvelle-Aquitaine         | classé     | « PA00082674 », notice no PA00082674 | 44° 40′ 51″ nord, 0° 53′ 39″ est   |       |
| Maison                                                 | Monpazier                  | Dordogne          | Nouvelle-Aquitaine         | classé     | « PA00082676 », notice no PA00082676 | 44° 40′ 51″ nord, 0° 53′ 39″ est   |       |
| Maison                                                 | Monpazier                  | Dordogne          | Nouvelle-Aquitaine         | classé     | « PA00082677 », notice no PA00082677 | 44° 40′ 51″ nord, 0° 53′ 39″ est   |       |
| Maison                                                 | Monpazier                  | Dordogne          | Nouvelle-Aquitaine         | classé     | « PA00082678 », notice no PA00082678 | 44° 40′ 51″ nord, 0° 53′ 39″ est   |       |
| Hôtel de ville de Sarlat-la-Canéda                     | Sarlat-la-Canéda           | Dordogne          | Nouvelle-Aquitaine         | classé     | « PA00082941 », notice no PA00082941 | 44° 53′ 54″ nord, 1° 12′ 24″ est   |       |
| Vieux Pont de Terrasson                                | Terrasson-Lavilledieu      | Dordogne          | Nouvelle-Aquitaine         | classé     | « PA00083014 », notice no PA00083014 | 45° 07′ 05″ nord, 1° 17′ 57″ est   |       |
| Église Saint-Martin de Bleury                          | Bleury                     | Eure-et-Loir      | Centre-Val de Loire        | classé     | « PA00097251 », notice no PA00097251 |                                    |       |
| Église Saint-Dominique de Vieux-Thann                  | Vieux-Thann                | Haut-Rhin         | Grand Est                  | classé     | « PA00085727 », notice no PA00085727 | 47° 48′ 16″ nord, 7° 07′ 38″ est   |       |
| Château de Bressieux                                   | Bressieux                  | Isère             | Auvergne-Rhône-Alpes       | classé     | « PA00117129 », notice no PA00117129 | 45° 19′ 20″ nord, 5° 16′ 39″ est   |       |
| Tour de Montcuq                                        | Montcuq                    | Lot               | Occitanie                  | classé     | « PA00095177 », notice no PA00095177 | 44° 20′ 08″ nord, 1° 12′ 43″ est   |       |
| Église des Jacobins d'Agen                             | Agen                       | Lot-et-Garonne    | Nouvelle-Aquitaine         | classé     | « PA00084039 », notice no PA00084039 | 44° 12′ 10″ nord, 0° 37′ 32″ est   |       |
| Abbaye Saint-Aubin d'Angers                            | Angers                     | Maine-et-Loire    | Pays de la Loire           | classé     | « PA00108861 », notice no PA00108861 | 47° 28′ 37″ nord, 0° 33′ 22″ ouest |       |
| Tour de Trèves                                         | Chênehutte-Trèves-Cunault  | Maine-et-Loire    | Pays de la Loire           | classé     | « PA00109385 », notice no PA00109385 | 47° 18′ 22″ nord, 0° 11′ 30″ ouest |       |
| Église de-la-Nativité-de-la-Vierge de Dugny-sur-Meuse  | Dugny-sur-Meuse            | Meuse             | Grand Est                  | classé     | « PA00106530 », notice no PA00106530 | 49° 06′ 05″ nord, 5° 22′ 26″ est   |       |
| Cairn de Petit Mont                                    | Arzon                      | Morbihan          | Bretagne                   | classé     | « PA00090988 », notice no PA00090988 | 47° 32′ 49″ nord, 2° 53′ 16″ ouest |       |
| Château de Bailleul                                    | Condé-sur-l'Escaut         | Nord              | Hauts-de-France            | classé     | « PA00107436 », notice no PA00107436 | 50° 28′ 04″ nord, 3° 36′ 21″ est   |       |
| Tour de Dodenne                                        | Valenciennes               | Nord              | Hauts-de-France            | classé     | « PA00107842 », notice no PA00107842 | 50° 21′ 32″ nord, 3° 30′ 56″ est   |       |
| Donjon de Vez                                          | Vez                        | Oise              | Hauts-de-France            | classé     | « PA00114952 », notice no PA00114952 | 49° 15′ 25″ nord, 3° 00′ 31″ est   |       |
| Église Notre-Dame d'Aigueperse                         | Aigueperse                 | Puy-de-Dôme       | Auvergne-Rhône-Alpes       | classé     | « PA00091849 », notice no PA00091849 | 46° 00′ 53″ nord, 3° 12′ 05″ est   |       |
| Église Saint-Georges de Compains                       | Compains                   | Puy-de-Dôme       | Auvergne-Rhône-Alpes       | classé     | « PA00092085 », notice no PA00092085 | 45° 26′ 11″ nord, 2° 55′ 29″ est   |       |
| Croix de cimetière de Valbeleix                        | Valbeleix                  | Puy-de-Dôme       | Auvergne-Rhône-Alpes       | classé     | « PA00092453 », notice no PA00092453 | 45° 28′ 27″ nord, 2° 59′ 54″ est   |       |
| Cimetière de Cuiseaux                                  | Cuiseaux                   | Saône-et-Loire    | Bourgogne-Franche-Comté    | classé     | « PA00113255 », notice no PA00113255 | 46° 30′ 17″ nord, 5° 21′ 50″ est   |       |
| Maison Rouge de Conflans                               | Albertville                | Savoie            | Auvergne-Rhône-Alpes       | classé     | « PA00118181 », notice no PA00118181 | 45° 40′ 06″ nord, 6° 24′ 17″ est   |       |
| Église Saint-Pierre de Saint-Pierre-d'Exideuil         | Saint-Pierre-d'Exideuil    | Vienne            | Nouvelle-Aquitaine         | classé     | « PA00105704 », notice no PA00105704 | 46° 09′ 35″ nord, 0° 15′ 30″ est   |       |
| Église Saint-Prix-et-Saint-Cot de Saint-Bris-le-Vineux | Saint-Bris-le-Vineux       | Yonne             | Bourgogne-Franche-Comté    | classé     | « PA00113805 », notice no PA00113805 | 47° 44′ 23″ nord, 3° 39′ 25″ est   |       |